# 巴布魯伊卡河

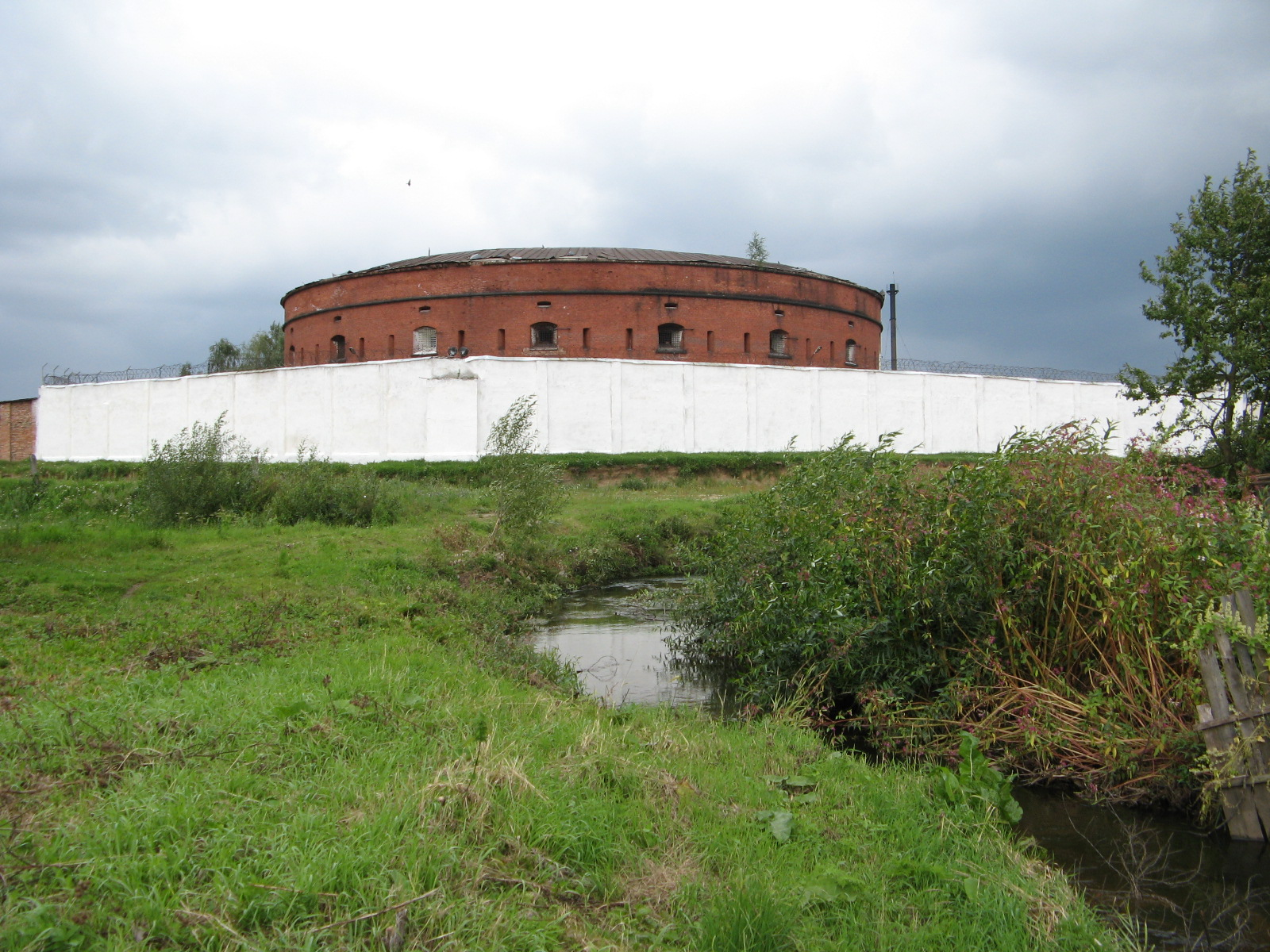
巴布魯伊卡河

巴布魯伊卡河（白俄羅斯語：Бабруйка）是白俄羅斯的河流，屬於別列津納河的支流，河道全長14.5公里，流域面積88平方公里，流經中別列津平原，河畔城鎮有博布魯伊斯克。